# Криниця (Чортківський район)

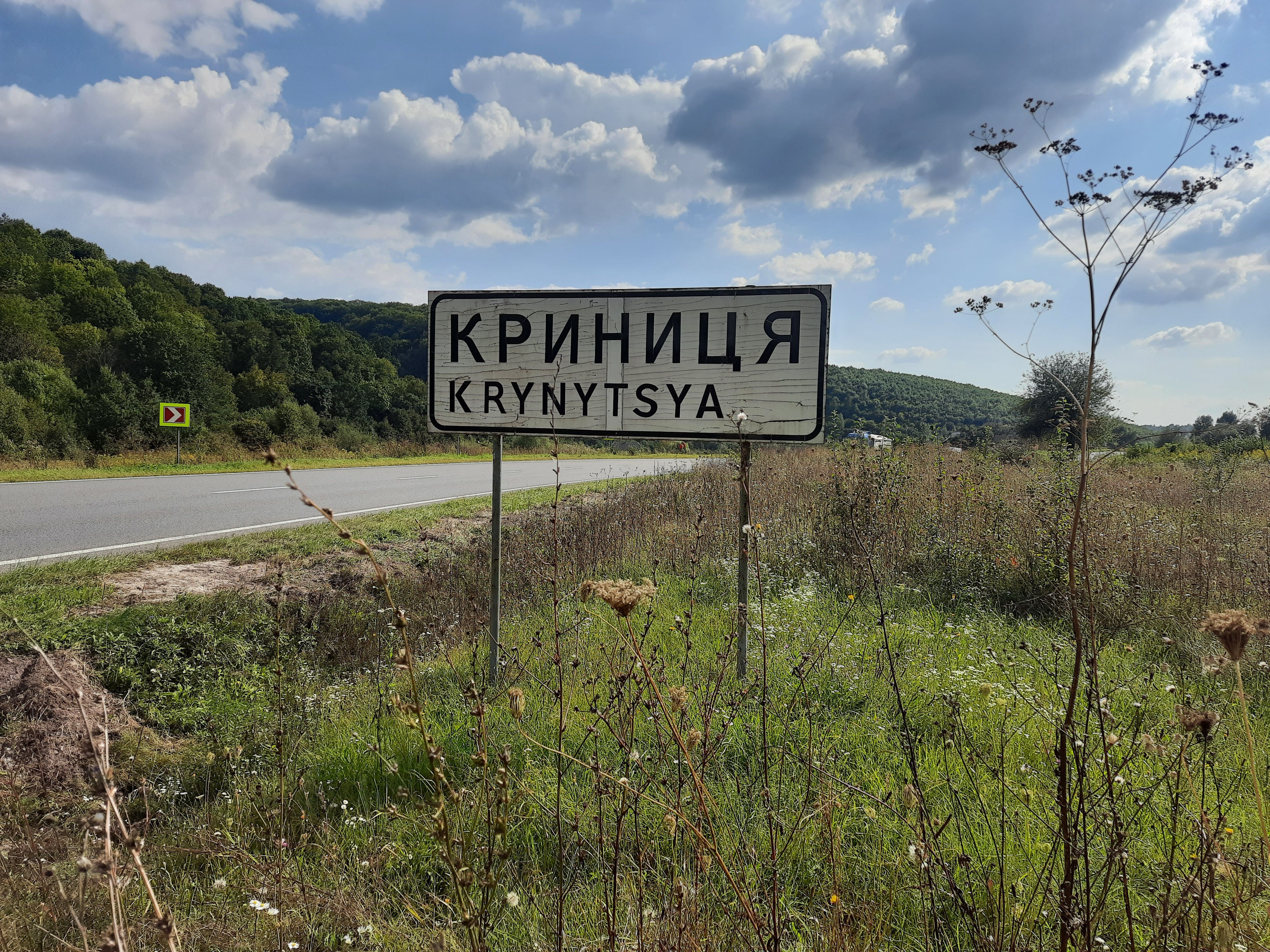
Дорожній знак при в'їзді в село

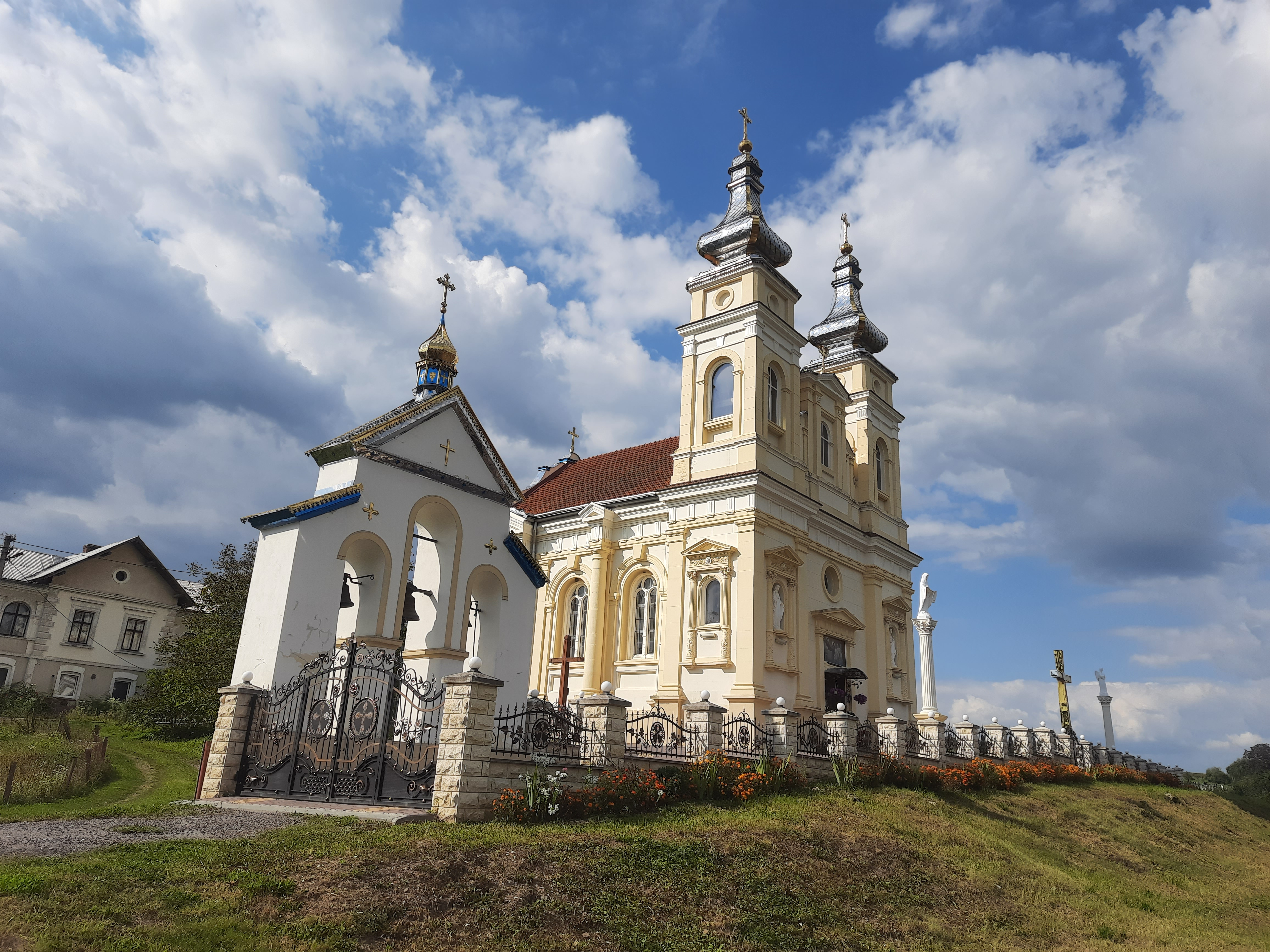
Церква Різдва Пресвятої Богородиці

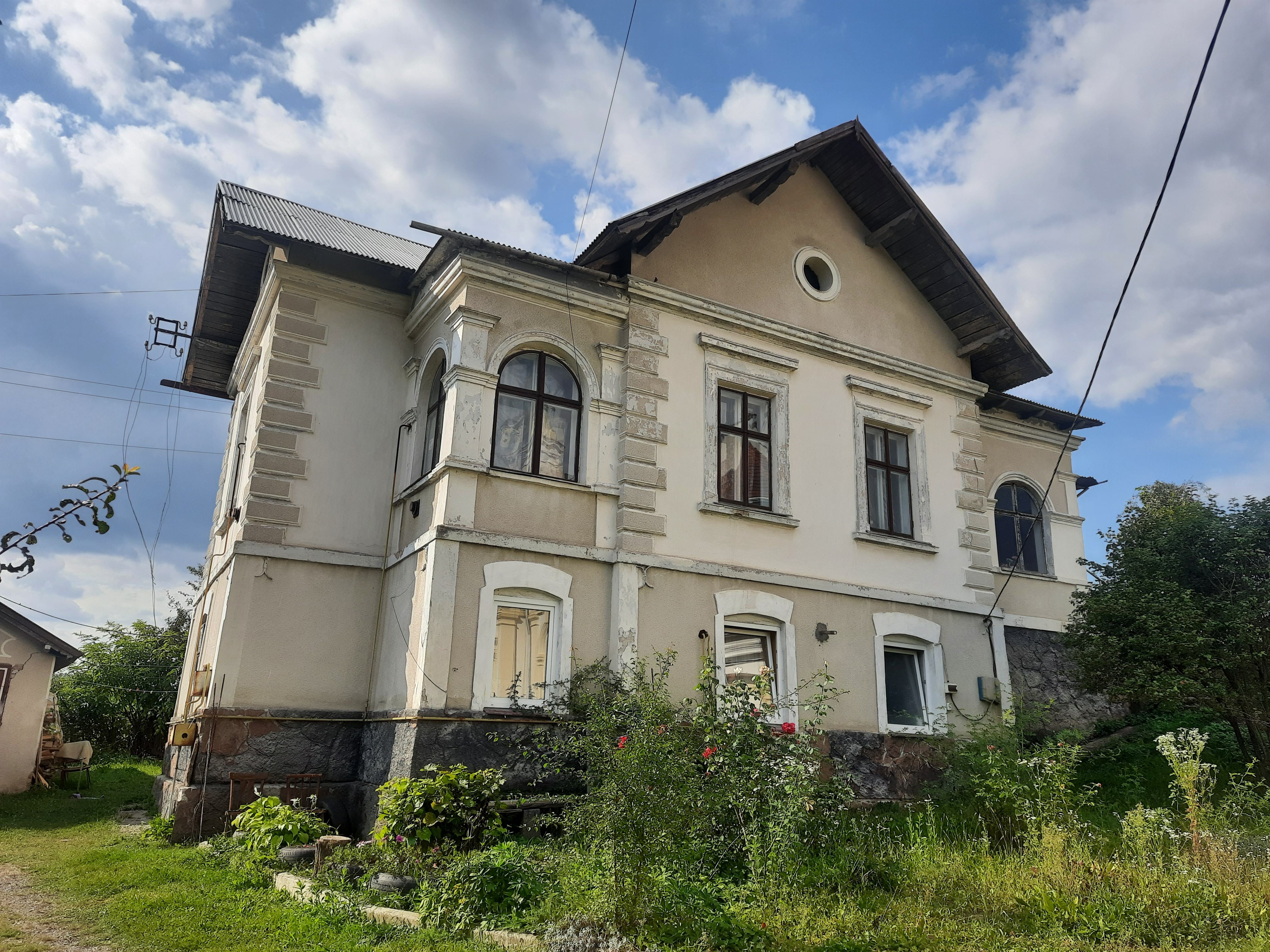
Житловий будинок (плебанія)

Крини́ця — село в Україні, у Монастириській міській громаді Чортківського району Тернопільської області. Розташоване на південному сході району. До 2018 — центр сільської ради. Від 2018 року ввійшло у склад Монастириської міської громади. До Криниці приєднано частину хутору Дубовиця (1 будинок). До 1978 року називалося Коростятин, Хоростятин.
Криниця відома тим, що 18 липня 1944 року там побралися батьки Квітки Цісик — Володимир Цісик та Іванна Лев.
Від 2001 на хуторі Дубовиця щорічно проводять фестиваль лемківської культури «Дзвони Лемківщини».Населення — 631 особа (2001).

## Історія

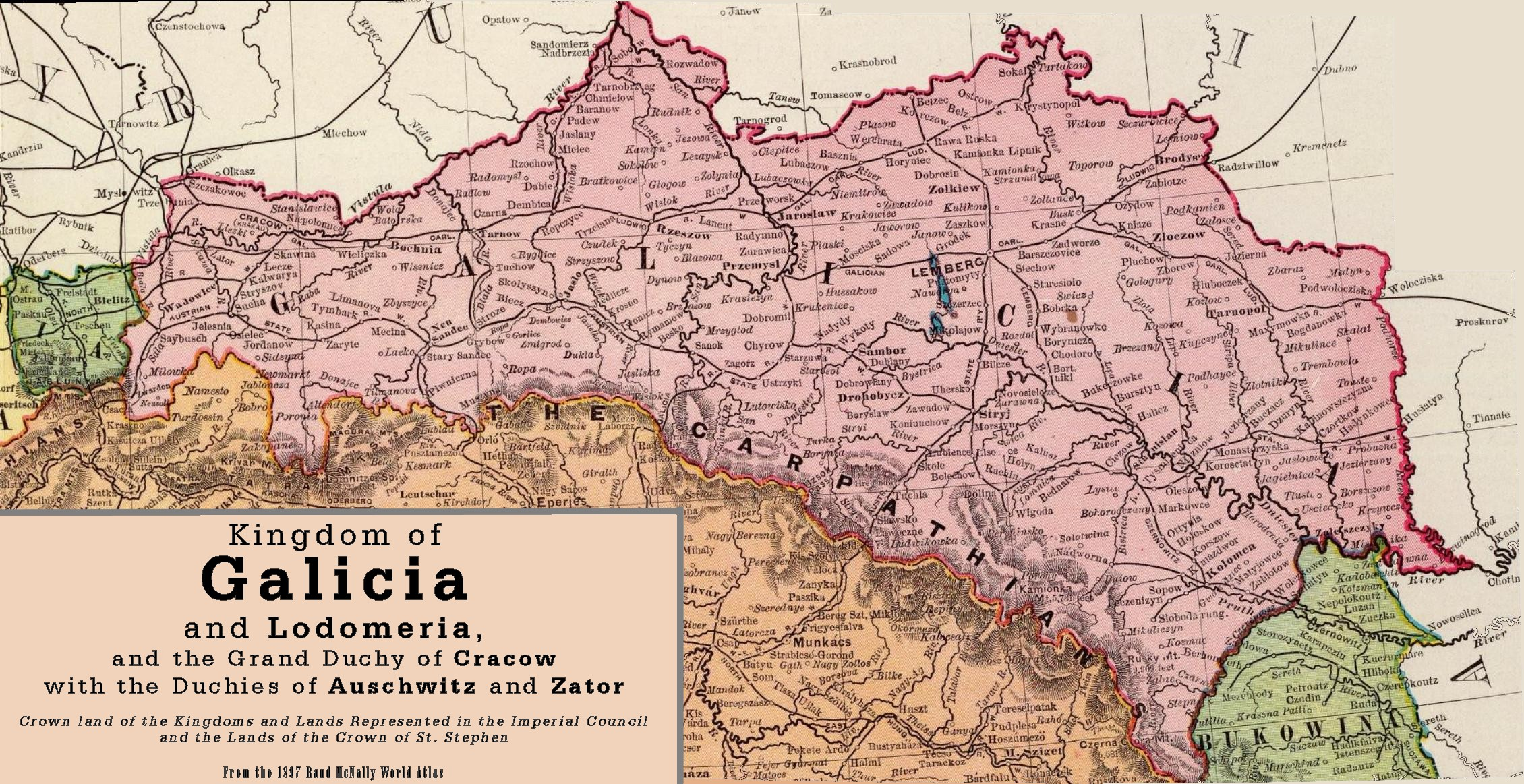
Станція Коростятин на мапі Трансверсалбану

Перша писемна згадка — 1454 року як частина власности шляхтичів Авданців з Бучача, які також підписувалися «з Монастириськ, Язловця». 1578 року село було власністю шляхтичів Бучацьких-Творовських. 1595 року на території села Хоростятина Анджей Сененський заснував місто Суходіл, котре на початку XVII ст. входило до складу Устецьких маєтностей Могилів, потім Вишневецьких, Пшерембських, Корецьких. Видається, що назва Суходіл зникла разом із зникненням статусу міста.
Можна припустити, що з 1760-х років Коростятин належав шляхтичам Лосям; зокрема, 1796 року граф Юзеф Лось був дідичем Задарова, Красіїва, Коростятина. 1768 року його тато — львівський підсудок Марцін Лось — купив маєтності Задарів, Красіїв, напевне, разом з Коростятином.
Після будівництва залізниці між Станіславом та Гусятином у 1884  р. і до її зруйнування в 1944 р. село 60 років через неї мало пряме залізничне сполучення з Монастириськами, Бучачем, Чортковом, Нижневом та іншими містами, селами (дивись мапу).
1880 р. у селі проживало 10 українців, 548 поляків, 14 євреїв; 
у 1890 р. – 18 українців, 750 поляків, 6 євреїв;
1902 р. велика земельна власність належала Альбіні Слонецькій.
18 серпня 1920 р. у Коростятині перебував Головний штаб Дієвої Армії УНР.
Згідно результатів Загального перепису населення 1921 року в селі проживало 774 мешканці, з них 10 греко-католиків, 756 римо-католиків, 6 юдеїв та 2 іншого християнського віровизнання. Згідно заявленої національності: 772 поляки, 2 русина.
У 1939 році в селі проживало 990 мешканців, з них 10 українців, 980 поляків
Наприкінці 1943 р. у селі відбувся бій між вояками УПА (сотня “Сірі вовки”) з нацистами. 
Протягом 1962–1966 село належало до Бучацького району. 
12 червня 2020 року, відповідно до розпорядження Кабінету Міністрів України № 724-р «Про визначення адміністративних центрів та затвердження територій територіальних громад Тернопільської області» увійшло до складу Монастириської міської громади.
19 липня 2020 року, в результаті адміністративно-територіальної реформи та ліквідації Монастириського району, село увійшло до складу Чортківського району.

## Політика

### Парламентські вибори, 2019
На позачергових парламентських виборах 2019 року у селі функціонувала окрема виборча дільниця № 610703, розташована у приміщенні школи.
Результати
- зареєстровано 434 виборці, явка 60,60%, найбільше голосів віддано за «Слугу народу» — 38,37%, за Всеукраїнське об'єднання «Батьківщина» — 33,72%, за Всеукраїнське об'єднання «Свобода» — 6,98%.[6] В одномандатному окрузі найбільше голосів отримав Микола Люшняк (самовисування) — 24,90%, за Ігоря Сопеля (Слуга народу) — 22,18%, за Аллу Стечишин (самовисування) — 14,79%[7].

## Населення

### Мова
Розподіл населення за рідною мовою за даними перепису 2001 року:
| Мова       | Кількість | Відсоток |
| ---------- | --------- | -------- |
| українська | 628       | 99.53%   |
| російська  | 3         | 0.47%    |
| Усього     | 631       | 100%     |

## Релігія
Є церква Різдва Пресвятої Богородиці (1899, кам'яна, раніше костьол Різдва Пресвятої Діви Марії).

## Соціальна сфера
Бібліотека, ВАТ «Криницька агропромтехніка».